# Lalage
Lalage är ett fågelsläkte i familjen gråfåglar inom ordningen tättingar. Släktet omfattar traditionellt tretton arter drillfåglar, men genetiska studier visar att flera arter tidigare placerade i Coracina istället bör föras hit. Därmed omfattar släktet 20 arter, med en vid utbredning från Himalaya till Polynesien och Australien samt på Maskarenerna:
- Söderhavsdrillfågel (L. maculosa)
- Samoadrillfågel (L. sharpei)
- Långstjärtad drillfågel (L. leucopyga)
- Vitskuldrad drillfågel (L. sueurii)
- Australisk drillfågel (L. tricolor)
- Papuadrillfågel (L. atrovirens)
- Biakdrillfågel (L. leucoptera)
- Tanimbardrillfågel (L. moesta)
- Vitbrynad drillfågel (L. leucomela)
- Mussaudrillfågel (L. conjuncta)
- Filippindrillfågel (L. melanoleuca)
- Svartvit drillfågel (L. leucopygialis)
- Sulawesidrillfågel (L. nigra)
- Moluckdrillfågel (L. aurea)
- Réuniondrillfågel (L. newtoni)
- Mauritiusdrillfågel (L. typica)
- Svartvingad drillfågel (L. melaschistos)
- Svarthuvad drillfågel (L. melanoptera)
- Sundadrillfågel (L. fimbriata)
- Indokinesisk drillfågel (L. polioptera)